# 박세일
박세일(朴世逸, 1948년 5월 12일~2017년 1월 13일)은 대한민국의 정치인, 학자이다. 제17대 국회의원을 지냈다. 한반도선진화재단 이사장, 서울대학교 명예교수, 선진통일연합 상임의장을 맡았다.

## 학력
- 서울중학교 졸업
- 서울고등학교 졸업
- 서울대학교 법과대학 법학 학사
- 도쿄대학 대학원 경제학 석사 과정 수료
- 코넬 대학교 대학원 경제학 석사·박사

## 시민단체활동

### 선진통일연합
선진통일연합(先進統一聯合, Greater Korea United)은 박세일이 상임의장을 맡고 있는 통일 운동 단체이다. 2010년 11월 23일 발기인대회가 열렸으며, 2011년 6월 6일 출범했다. 정치성을 부정하며 보수진영의 시민단체를 표방했지만 이후 국민생각의 전신이 되었다. 2012년 19대 총선에서 국민생각의 당적으로 서초 갑에 출마하였지만 낙선하였다.

## 경력
- 1970년~1973년 한국산업은행 조사부 법제조사과 근무
- 1980년~1985년 한국개발연구원 수석연구원
- 1985년~1994년 서울대학교 법과대학 교수
- 1994년~1998년 김영삼 대통령 비서실 수석비서관(정책기획, 사회복지)
- 1998년~1999년 미국 Brookings Institution 초빙연구원
- 1999년~2000년 한국개발연구원 정책경영대학원 초빙석좌교수
- 2004년 한나라당 17대 총선 공동선거대책위원장 겸 비례대표 공천심사위원장
- 2004년~2005년 한나라당 17대 국회의원(비례대표)
- 2012년~2012년 국민생각 대표
- 2006년~2017년 한반도선진화재단 이사장
- 2013년~2017년 서울대학교 명예교수
- 2014년 8월 통일준비위원회 정치법제도분과위원회 민간위원

## 역대 선거 결과
|  | 35.76% |

|  | 7.32% |

## 같이 보기
- 대한민국 제17대 국회의원 선거 한나라당 후보 목록#비례대표
- 대한민국의 대통령비서실 수석비서관

## 가족 관계
- 배우자: 조미경
  - 아들: 박태정
    - 며느리: 이민아

  - 딸: 박선정
    - 사위: 정재훈